# Боргоньо, Хустиниано
Хустиниано Боргоньо (исп. Justiniano Borgoño; 5 сентября 1836, Трухильо — 27 января 1921, Лима) — перуанский военный и политический деятель. Временно занимал пост президента Перу в 1894 году. Стал президентом в соответствии с конституцией Перу после смерти действовавшего президента Ремихио Моралес Бермудеса, поскольку при его правлении занимал пост второго вице-президента (исп. Segundo vicepresidente), поскольку Совет министров отказался передавать полномочия первому вице-президенту (исп. Primer vicepresidente) Педро Алехандрино де Солару.